# Christian Sinding
Pour les articles homonymes, voir Sinding.
Christian August Sinding, né le 11 janvier 1856 à Kongsberg et mort le 3 décembre 1941 à Oslo, est un compositeur, professeur de musique et violoniste norvégien. Après Edvard Grieg, il s'agit du plus important compositeur norvégien. Sa proximité avec la culture allemande est restée étroite toute sa vie : il passe une quarantaine d'années en Allemagne.
Si à son époque sa musique pour piano, très romantique a un vif succès, c'est au détriment de compositions de plus haute qualité, notamment sa Troisième symphonie. De nos jours, il reste au répertoire ses quatre symphonies, dont la première est la meilleure ; son Concerto pour piano qui est l'une de ses plus belles réalisations et son Quintette, op. 5, qui lui vaut sa première renommée internationale.

## Biographie

### Formation
Christian August Sinding naît le 11 janvier 1856, à Kongsberg, une petite ville du Comté de Buskerud, à environ 70 kilomètres à l'ouest d'Oslo (alors appelée Christiania). Il est le fils de l'ingénieur des mines Mathias Wilhelm Sinding et de Maria Cecilia Sinding. Cette dernière s'intéresse à l'art. Christian Sinding passe son enfance à Lillehammer. En 1860, son père meurt et la famille déménage à Oslo. Ses frères aînés, Otto et Stephan, orientent Christian Sinding vers une carrière d'avocat, avant qu'il ne se tourne avec succès vers la peinture, la sculpture et l'écriture. Il montre, cependant, un talent tout particulier pour la musique. En 1867, il entre à la vénérable École cathédrale et suit les cours de Gudbrand Böhn et L. M. Lindeman. Cinq ans plus tard, ses résultats sont si mauvais qu'il est placé chez un oncle, pour apprendre la cordonnerie. Il réussit cependant à devenir apprenti dans la fabrique de pianos des frères Hals. Il y travaille durant deux ans et reçoit une instruction régulière et approfondie sur la pratique des divers instruments. Il étudie le violon à Oslo, puis poursuit, à partir de 1874, ses études en Allemagne, au conservatoire de Leipzig, avec Salomon Jadassohn pour la théorie musicale, et Henry Schradieck, pour le violon. Le conservatoire de Leipzig est, à cette époque, un des plus renommés auprès des étudiants en musique.
Dans son bulletin pour l'année 1877, Salomon Jadassohn écrit que Christian Sinding ne possède qu'un talent musical limité. Celui-ci interrompt alors ses études et revient à Oslo, où il joue dans des orchestres dirigés par Edvard Grieg et Johan Severin Svendsen. C'est à cette époque qu'il commence à s'intéresser à la composition. En 1879, il retourne à Leipzig et prend des cours de composition avec Carl Reinecke. Cette année-là, une sonate pour violon est créée, à Leipzig, et une sonate pour piano à Oslo. Celles-ci, comme la plupart des premières œuvres de Christian Sinding, seront détruites.

### Compositeur

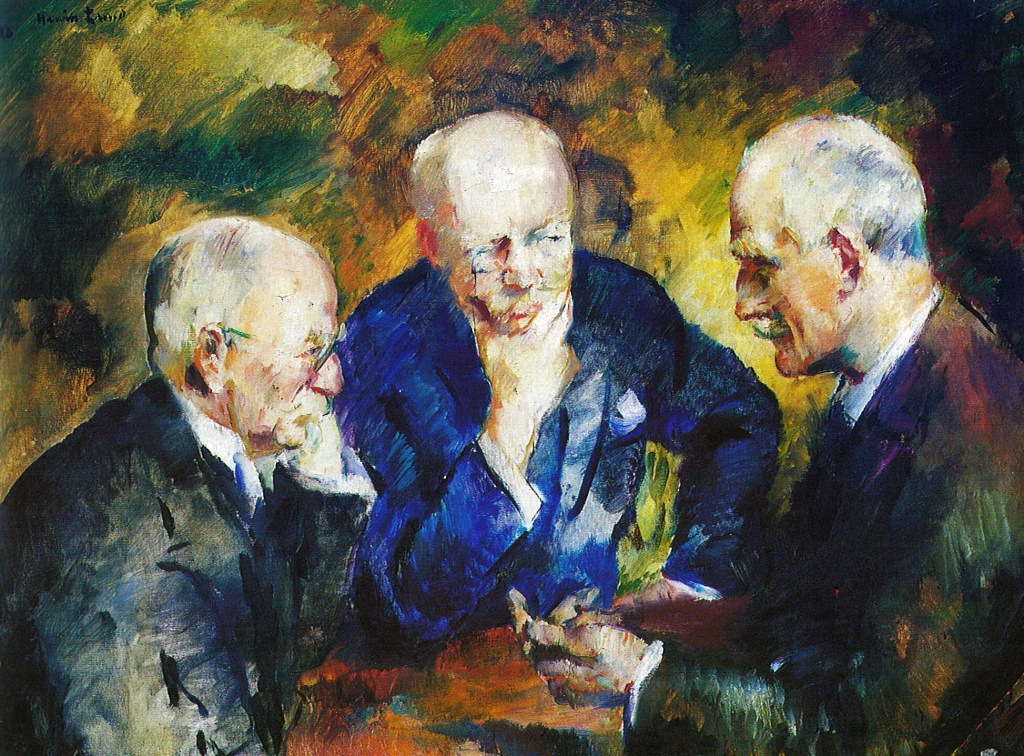
Christian Sinding, Gunnar Heiberg et Knut Hamsun. Tableau de Henrik Lund, 1926.

À partir des années 1880, un soutien financier régulier de l'État norvégien permet à Christian Sinding de passer la plus grande partie de sa vie en Allemagne. À partir de 1884, il effectue un séjour prolongé à Munich. Là, il découvre le monde de la musique de Richard Wagner, qui, plus tard, influence ses  propres compositions, ainsi que les œuvres de Liszt. C'est à cette époque que sont publiées, sous forme imprimée, ses premières compositions valables.
Le 19 décembre 1885, un concert, donné à Oslo, permet à Christian Sinding de se faire connaître en Scandinavie. Au programme, il y a un Quatuor à cordes en la majeur (détruit par la suite), le cycle de lieder Alten Weisen, sur des poèmes de Gottfried Keller, ensuite publié comme opus 1, et le Quintette pour deux violons, alto, violoncelle et piano opus 5. Les critiques norvégiens sont tout à fait positifs ; en particulier, l'originalité, l'harmonie et la beauté du Quintette op. 5 sont louées.
L'année suivante, Christian Sinding revient à Leipzig et y établit de nouveaux contacts artistiques. Il rencontre le jeune Ferruccio Busoni. Jusqu'à sa mort, il passe près de 40 ans en Europe centrale. Il revient cependant fréquemment en Norvège. En 1887, il commence à travailler à la Symphonie no 1  en ré mineur op. 21. En 1888, il obtient, avec son Quintette avec piano, un brillant succès au premier Festival de musique nordique de Copenhague. Tchaïkovski, notamment, est enthousiasmé par l'œuvre. Christian Sinding écrit, dans une lettre à Frederick Delius :
| « Mein Kvintet wurde ausgezeichnet gespielt, und ich wurde plötzlich ein Stückchen Genie. Und Leute die mich früher höhnisch abgewiesen haben leckten mir jetzt mit größten Appetit den Arsch. Ich werde ihnen bei Gelegenheit zum Dank, einen Fußtritt versetzen. » |  |  | « Mon quintette a été joué de manière excellente, et je suis devenu soudainement une espèce de génie. Et les gens qui m'ont rejeté auparavant avec des moqueries se sont mis maintenant à me lécher le cul avec le plus grand appétit. Je leur mettrai, à l'occasion, un coup de pied pour vous. » |
Lors de la première exécution, au Gewandhaus de Leipzig, du Quintette avec piano, le 19 janvier 1889, les critiques de deux journaux musicaux permettent à Christian Sinding de se faire connaître en Allemagne. Le 2 novembre de la même année, le Concerto pour piano en ré bémol majeur op. 6, dédié à la pianiste norvégienne Erika Nissen, est créé à Oslo.
En 1890, la deuxième version de la Symphonie no 1 op. 21 est créée à Oslo. Christian Sinding n'a jamais publié la première version. Cette œuvre, avec son humeur sombre et ses crescendos éruptifs, reçoit un accueil enthousiaste de la critique et du public. Le 4 janvier 1894, la troisième exécution de la symphonie a lieu à Dresde. En 1896, les Six pièces pour piano op. 32 sont publiées. Le no 3 Frühlingsrauschen (Bruissement du printemps) devient, très rapidement, très populaire, et est diffusé dans d'innombrables transcriptions. Aux États-Unis, cette pièce est publiée par cinquante éditeurs, mais l'absence d'accord entre les États-Unis et la Norvège, concernant les droits d'auteur, fait que cela ne rapporte rien à Christian Sinding. En 1898, le compositeur termine, à Londres, son Concerto pour violon no 1 en la majeur op. 45. La même année, il épouse l'actrice Augusta Gade (1858-1936), dont le premier mari était Fredrik Georg Gade, l'un des pionniers de la microbiologie. Felix Weingartner dirige, le 22 mars 1907, la création, à Berlin, de la Symphonie no 2 en ré majeur op. 83, la plus wagnérienne des symphonies de Christian Sinding.
Ce dernier est nommé membre d'honneur de l'Académie Royale des beaux-arts de Berlin (Preußische Akademie der Künste), en 1909 (en même temps que Giacomo Puccini). À partir de 1910, l'État norvégien lui attribue le produit d'une « taxe artistique », qui lui permet de subvenir à ses besoins. En 1912, il achève, après trois ans de travail, son unique opéra, en deux actes, Der heilige Berg (La montagne sacrée) op. 111, sur un livret de Dora Duncker. Cette œuvre est créée le 17 avril 1914, à Dessau. En 1916, Christian Sinding reçoit, de l'État norvégien, qui le qualifie de « plus grand compositeur national depuis Grieg », une subvention de  30 000 couronnes.
En reconnaissance de son travail de création, l'État norvégien lui accorde également, à l'occasion de son 65e anniversaire, en 1921, un salaire annuel d'honneur de 6 000 Couronnes norvégiennes. Cette année-là, le compositeur se rend aux États-Unis, afin d'enseigner la composition à la Eastman School of Music de Rochester (New York), qui venait juste d'être dotée par son bienfaiteur, l'inventeur du célèbre appareil photographique Kodak. Il retourne peu après à Oslo, en 1922, où sa réputation de compositeur fait que l'État lui attribue, en 1924, une demeure, Grotten (« La grotte »), où a vécu Henrik Wergeland. Sa dernière composition, Six chansons sur des textes norvégiens, est publiée en 1935. Le 13 janvier 1936, Harald Heide dirige, à Bergen, la création de la Rhapsodie pour orchestre « Vinter og Vår » op. 129, en sept mouvements, parfois considérée comme Symphonie no 4.
Après l'invasion allemande de 1940, la réputation de Christain Sinding, très importante de son vivant, est entachée par son inscription au parti nazi norvégien Nasjonal Samling, huit semaines avant sa mort. Les circonstances de ce soutien ne sont pas claires et continuent à faire controverse, car Christian Sinding souffre, depuis plusieurs années, d'un syndrome démentiel et est atteint de surdité. Le compositeur a combattu pour les droits des musiciens juifs pendant les années 1930, est un ami proche du héros de guerre Nordahl Grieg et s'est élevé contre l'occupation allemande. Le jour où les troupes allemandes défilent dans Oslo, il s'exprime ainsi auprès d'un journaliste suédois :
| « Tenk at det er tyskerne som overfaller oss på denne måten. Det samme folket som jeg har hatt så mye godhet og forståelse av. » |  |  | « Imaginer que ce sont les Allemands qui viennent chez nous de cette manière. Les mêmes personnes qui ont eu tant de gentillesse et de compréhension pour moi. » |
Les nazis et le régime Quisling avaient une forte motivation pour le recruter, car il était extrêmement populaire avant la guerre, notamment en Norvège et en Allemagne. C'est le parti qui a payé sa cotisation. Le formulaire d'adhésion, conservé aux Archives nationales norvégiennes, porte, au crayon rouge, la mention que l'adhésion est payée par le consul général d'Allemagne en Norvège. Christian Sinding devient, après la Seconde Guerre mondiale, persona non grata dans son pays, car la radio nationale et les salles de concert boycottent officiellement les sympathisants nazis, y compris Knut Hamsun. Ce fait explique, en partie, la faible notoriété actuelle de ce compositeur, qui n'a plus guère été joué pendant des années. Le 3 décembre 1941, Christian Sinding meurt, à l'âge de 85 ans.

### Famille

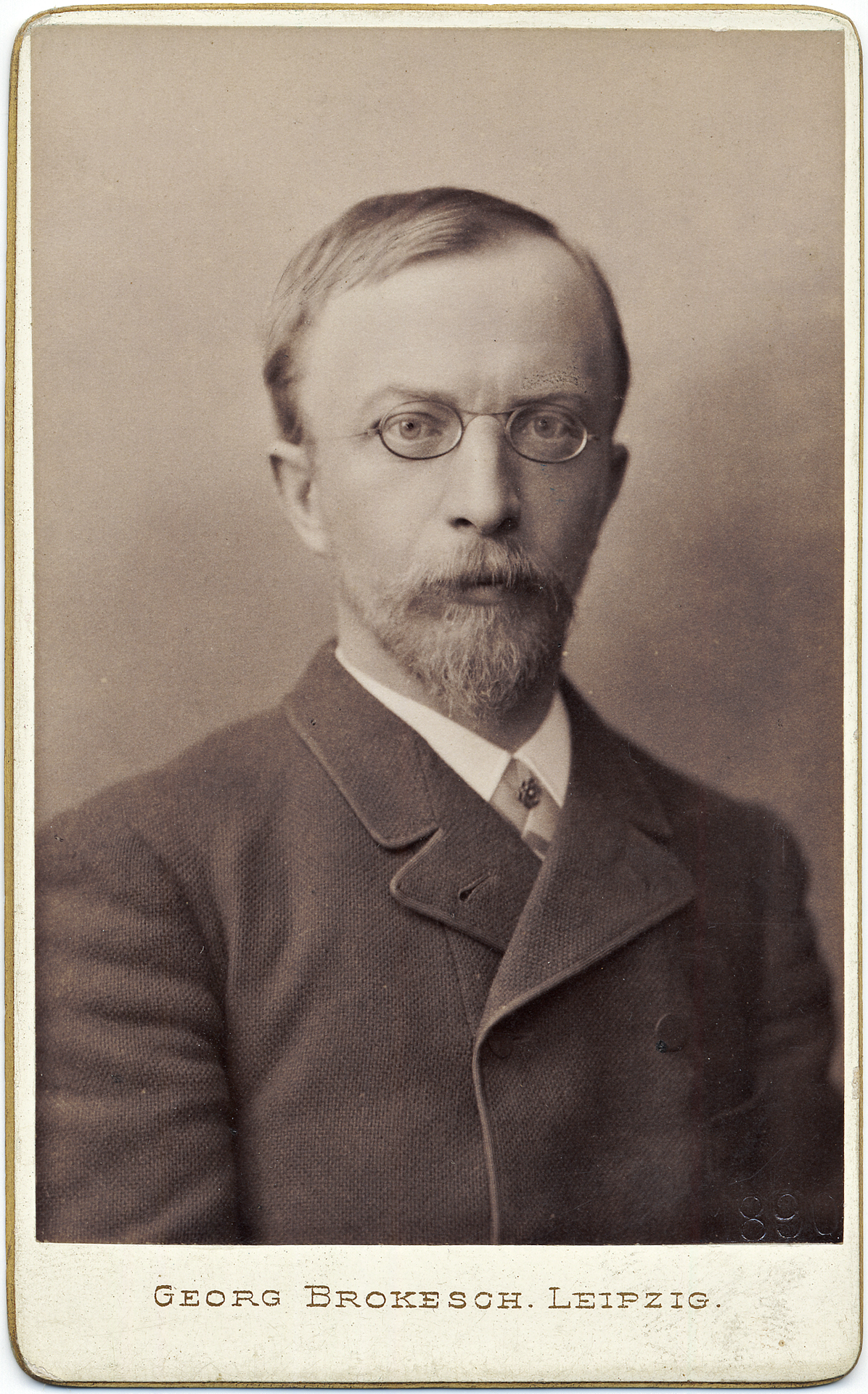
Christian Sinding en 1890.

Christian Sinding est le fils du surintenant des mines Matthias Wilhelm Sinding (1811-1860) et de Cecilie Marie Mejdell (1817-1886). Il est le frère du peintre Otto Ludvig Sinding et du sculpteur Stephan Sinding. C'est le neveu de Nicolai Mejdell (1822-1899) et de Thorvald Mejdell (1824-1908), et, par le premier, un cousin germain de Glør Thorvald Mejdell, qui a épousé la sœur de Christian Sinding, Thora Cathrine Sinding. Christian Sinding est aussi le cousin germain de Alfred Sinding-Larsen et des trois frères et sœur Anton Ernst Henrik Sinding, Elisabeth Sinding et Gustav Adolf Sinding. Par son frère Otto, il est l'oncle du peintre Sigmund Sinding,. Il est l'arrière-grand-oncle de Tone Sinding Steinsvik et du traducteur Terje Sinding.
En novembre 1898, il épouse l'actrice Augusta Gade, née Smith-Petersen (1858-1936). Elle avait été mariée à Fredrik Georg Gade, pendant dix-sept ans, et est la fille de Morten Smith-Petersen et la grand-mère maternelle de Jacob von der Lippe.

## Postérité
« Frühlingsrauschen » (« Bruissement du printemps ») op. 32 no 3 est cité par Meredith Willson, dans sa comédie musicale The Music Man. C'est aussi l'un des principaux thèmes de la minisérie de Dennis Potter, The Singing Detective (1986). Cette oeucre est aussi échantillonnée par le producteur de hip-hop The 4th Disciple, sur la piste Wu-Renegades, de Killarmy. Au début du XXe siècle, cette pièce jouissait d'une vogue considérable, aux côtés d'autres pièces maintenant oubliées, comme le Chant sans paroles, de Tchaïkovski, la Mélodie en fa majeur, d'Anton Rubinstein, la Polonaise en mi bémol mineur, de Xaver Scharwenka, le Menuet en sol majeur, de Paderewski, ou le Cinquième nocturne, d'Ignace Leybach, qui se retrouvent tous invariablement dans des collections avec des titres comme « Les plus grandes pièces pour piano ». Aujourd'hui, l'œuvre de Christian Sinding est peu interprétée.

## Distinctions et prix
Christian Sinding est commandeur de l'Ordre de Vasa. En 1916, il devient commandeur de l'Ordre de Saint-Olaf. En 1938, il est promu au rang de grand-croix de ce dernier ordre.
- 1905 - Membre de l'Académie royale de musique suédoise
- 1909 - Membre honoraire de l'Académie royale des arts de Berlin
- 1910 - Bourse d'études de l'État norvégien

## Style
Christian Sinding occupe, des années 1890 aux années 1920, une place centrale sur la scène musicale norvégienne, aux côtés d'Edvard Grieg et Johan Svendsen. Son style musical reste romantique et son inspiration est assez peu « nationale », moins que celle de son compatriote et contemporain Edvard Grieg, dont il est considéré comme le successeur, non pas tant par son style musical, mais que comme compositeur norvégien de renommée internationale. Après la création de sa première sonate pour piano, un critique se plaint qu'elle est « trop norvégienne ». Bien que Christian Sinding eût répondu que la prochaine le serait encore plus, les éléments populaires spécifiquement norvégiens ne sont pas très apparents dans son style orchestral post-wagnérien richement contrapuntique.
Les œuvres de Christian Sinding sont basées sur de courtes phrases mélodiques, au tissu harmonique très personnel. Les variations de tonalité sont brutales, sans, pour autant, que la musique soit atonale. L'influence de Liszt est très sensible, notamment dans ses pièces virtuoses pour piano (15 caprices op. 44). On ne note aucune évolution stylistique notoire au cours de sa carrière. Au cours du temps, ses œuvres deviennent plus emphatiques.

### Quintette en mi mineurop.5
Le Musikalisches Wochenblatt, de Leipzig, commente ainsi la première du Quintette en mi mineur op. 5, en 1889 :

« Ce travail démontre dans chacun de ses quatre mouvements un talent tout simplement incroyable pour l'invention et la combinaison ainsi qu'un merveilleux sens de l'effet sonore. Dans le même temps, les idées sont si magistralement exécutées et un si magnifique contraste de thèmes se retrouve partout, que l'on ne peut cesser d'exprimer son admiration pour ce travail très important qui est à la fois audacieux et individuel. »

Le quintette fait immédiatement sensation, non seulement parce qu'il viole de nombreuses règles établies de la composition (par exemple, l'utilisation des quintes parallèles), mais aussi en raison de sa grande originalité et de la fécondité des idées musicales utilisées. Des compositeurs tels que Tchaïkovski, Sibelius ou Busoni en font l'éloge.
L'ouverture, Allegro moderato ma non troppo, commence avec prudence. Christian Sinding construit  soigneusement son thème et les épisodes puissants et intensément dramatiques s'enchaînent parfaitement avec les sections lyriques qui les relient. Le grand Andante qui suit commence doucement, avec une mélodie qui rappelle celles de Schubert. La musique se déploie tranquillement, jusqu'au Vivace, frais et vivant. Un pont mystérieux conduit au second thème, dynamique et quelque peu exotique. Le final, massif Allegro vivace, s'ouvre immédiatement, avec une grande puissance, et toutes les voix poussent vers l'avant une musique énergique. Comme une tempête, elle s'épuise enfin, ce qui conduit à un thème plus lent et plus solennel. Puis, Christian Sinding réintroduit habilement le premier thème dans le mode mineur du second thème. Encore une fois, la tension monte et une section longue et dramatique, d'une férocité incroyable, conduit à une fin excitante.

### Concerto pour pianoop.6
Its heroic nobility, dramatic projection of theatre and beautiful colouristic shifts make for genuinely uplifting listening… (« Sa noblesse héroïque, sa projection théâtrale dramatique et ses beaux changements de couleurs rendent l'écoute véritablement inspirante. ») — Piano Magazine, à propos du Concerto pour piano, op. 6.
Dans le Concerto pour piano et orchestre en ré bémol majeur op. 6, Christian Sining utilise des formes classiques, mais les trois mouvements sont liés par une forme cyclique, les thèmes principaux des deuxième et troisième mouvements sont des transformations du thème initial du premier mouvement.
Le premier mouvement est basé sur trois thèmes contrastés, qui sont modifiés et combinés au cours du développement. L'élaboration de longues lignes mélodiques donne à la musique un style monumental et héroïque. L'allusion au leitmotiv de Gibichung, de la première scène du premier acte du Götterdämmerung, de Wagner, n'a pas échappé à certains auditeurs attentifs. Il existe également des évocations d'œuvres de Tchaïkovski et de Rubinstein, bien que celles-ci soient susceptibles d'être le partage d'un patrimoine musical commun, plutôt que des citations délibérées. Même le « leitmotiv de Grieg » joue un rôle dans le concerto. En fin de compte, cependant, le mouvement donne l'impression d'une puissante structure bien intégrée.
Dans le deuxième mouvement, un andante en mi mineur, un cor solo présente une version, à la relative mineure, du thème initial du premier mouvement et donne au mouvement un caractère rêveur et méditatif. Le son de la trompette, la tonalité mineure et le « leitmotiv de Grieg » ont conduit les critiques allemands contemporains à qualifier ce mouvement de « nordique ». Peu à peu, la musique se développe et atteint une nouvelle stature héroïque. Par moments, la musique de Christian Sinding évoque Debussy, avec son utilisation de triades parallèles, et Sibelius, par une sombre harmonie et une dense instrumentation. Les deux premiers mouvements du concerto sont créés par Erika Nissen, en 1889, à Oslo, alors que Christian Sinding postule une subvention de l'État norvégien.
Le compositeur éprouve des difficultés à finir le dernier mouvement, et, avant la publication du Concerto, en 1890, il fait subir à celui-ci de vastes remaniements. En 1901, il en publie une autre version, avec des modifications importantes du dernier mouvement, affectant l'harmonie et la structure. Par ailleurs, il revoit une grande partie de l'écriture pianistique, sans changer les parties d'orchestre ou l'harmonie et la structure sous-jacentes, dans le but de clarifier et simplifier certains des passages pour piano les plus complexes. Certains ont noté les similitudes tonales entre les deux derniers mouvements de ce concerto et les mouvements correspondants du Concerto pour piano et orchestre no 2 de Stenhammar.

## Œuvre
Christian Sinding écrit environ 150 œuvres, dont quatre symphonies, trois concertos pour violon et un concerto pour piano, de la musique de chambre, notamment des quintettes à cordes et avec piano, ainsi que quelques petites pièces pour piano lyriques. Ses quelque 250 mélodies/lieder, sur des textes norvégiens, occupent une place centrale dans la littérature romantique nordique. Ses cycles vocaux, en particulier les opus 18, 28 et 75, peuvent être comparées avec les pièces de Grieg du même genre. Son œuvre la plus connue est Frühlingsrauschen, pour piano, de 1896. Il écrit aussi nombre d'assez courtes pièces de musique de chambre et beaucoup d'œuvres pour le violon, son instrument de prédilection. Cependant, son éditeur, Peters, à Leipzig, lui réclame de la musique pour piano ou pour ensembles de chambre, qui se vend mieux que les œuvres symphoniques, bien que ces dernières aient la préférence de Christian Sinding.

### Compositions

#### Piano
- Suite op. 3
- Etude op. 7
- Skizze op. 20
- Fünf Stücke op. 24
- Sieben Stücke op. 25
- Sechs Stücke op. 31
- Six pièces op. 32 - 1896

no 1 Marche grotesque
no 3 Frühlingsrauschen - Éditions Peters
no 4 Chant populaire
- 6 Charakterstücke op. 33

no 4 Sérénade
- Sechs Charakterstücke op. 34
- 15 caprices op. 44
- Six burlesques op. 48
- Mélodies mignonnes op. 52
- Quatre morceaux caractéristiques op. 53
- Quatre morceaux de salon op. 54
- Cinq études op. 58
- Fünf Stücke op. 62
- Acht Intermezzi op. 65
- Acht Intermezzi op. 72
- Sechs Stücke op. 74
- 10 Stücke op. 76

Mélodie
- Zehn Studien und Skizzen op. 82
- Quatre morceaux op. 84
- Sieben Stücke op. 86
- Drei Stücke op. 88
- Sonate en si mineur op. 91 - trois mouvements : 1. Allegro non troppo 2. Andante 3. Vivace
- Quatre miniatures op. 93
- Fatum op. 94
- Vijf stukken op. 97

no 1 Des Morgens
no 2 Auf dem Wasser
no 3 Intermezzo
no 4 Gewitter
no 5 Aquarell
- 5 Tonbilder op. 103

no 5 Stimmung
- Zehn Jugendbilder op. 110
- Fünf Stücke op. 113
- Sechs Stücke op. 115
- Drei Intermezzi op. 116
- Fantaisies op. 118
- Am Spinett op. 122
- Drei Stücke op. 125
- Drei Stücke op. 127
- Cinq compositions op. 128a
- Alla marchia
- Irrlicht
- Pomposo
- Sérénade
- Sonate - créée en 1879, à Leipzig - perdue
- Sonate en fa mineur

#### Piano à quatre mains
- Suite en fa majeur op. 35a
- Raritäten op. 59[b]
no 3 Valses en sol majeur (deux versions)
no 4 Valses en mi mineur
- Acht Stücke en sol mineur op. 71
- Nordische Tänze und Weisen op. 98

#### Deux pianos
- Variations en mi bémol op. 2 - 1886
- Andante op. 41 no 1

#### Instrument seul
- Sonate, pour violon - créée en 1879, à Leipzig - perdue
- Suite en ré mineur, pour violon solo op. 123 - 1919

#### Musique de chambre

##### Violon et piano
- Romance en mi mineur op. 9 - 1886
- Suite en la mineur « Im alten Stil » op. 10 - 1889[c]
- Sonate en ut majeur op. 12 - 1894
- Suite en fa majeur op. 14 - 1891
- Sonate en mi majeur op. 27 - 1895
- Romance en mi mineur op. 30 - 1896
- Quatre morceaux op. 43 - 1898

no 3 Prélude
- Scènes de la vie en sol majeur op. 51 - 1900
- Vier Stücke op. 61

no 2 Elégie
no 3 Ballade
- Sonate en fa majeur op. 73 - 1905
- Cantus doloris op. 78, variations - 1906 – Publié l'année après la mort de son fils adoptif.
- Deux Romances op. 79 - 1906

no 1 en fa majeur
no 2 en ré majeur
- Vier Stücke op. 81

no 1 Air
- Drei Stücke op. 89 - 1908

no 1 Ständchen
no 3 Abendlied
- Suite en sol mineur op. 96 - 1909
- Sonate « Im alten Stil » en ré mineur op. 99 - 1909
- Romance en ré majeur op. 100 - 1910[d]
- Drei elegische Stücke op. 106 - 1911

no 1 Elégie
no 2 Berceuse
no 3 Andante religioso
- Drei Präludien op. 112 - 1913
- Drei Capricci op. 114 - 1913
- Abendstimmung op. 120a[9]
- Sonate en la majeur
- Sonate en sol majeur - 1879

##### Violoncelle et piano
- Sechs Stücke op. 66 - 1903
- Nordische Ballade op. 105 - 1911

##### Trios avec piano
- Trio n° 1 en ré dièse majeur op. 23, pour violon, violoncelle et piano - 1893
- Trio n° 2 en la bémol mineur op. 64a, pour violon, violoncelle et piano - trois mouvements : 1. Allegro con brio 2. Andante 3. Non troppo allegro - 1902
- Trio n° 3 en ut majeur op. 87, pour violon, violoncelle et piano - trois mouvements : 1. Con brio 2. Romanze - Andante 3. Allegro 1908

##### Autres
- Quintette en mi mineur op. 5, pour deux violons, alto, violoncelle et piano - composé entre 1882 et 1884 - créé le 19 décembre 1885, à Oslo - édition Wilhelm Hansen[13],[14] - quatre mouvements : 1. Allegro moderato ma non troppo 2. Andante 3. Vivace 4. Allegro vivace
- Sérénade en sol majeur op. 56 no 1, pour deux violons et piano - 1903
- Quatuor à cordes en la mineur op. 70, pour deux violons, alto et violoncelle - 1904
- Sérénade en la majeur op. 92 no 2, pour deux violons et piano - 1909
- Quatuor à cordes en la majeur - composé en 1884 - créé le 19 décembre 1885, à Oslo - perdu.
- Quatuor, pour violon, alto, violoncelle et piano - 1882

#### Orgue
- Hymnus op. 124

#### Orchestre et symphonies
- Symphonie n° 1 en ré mineur op. 21 - 1887-1892, révisée en 1894-1895 - créée à Christiana en 1890[15]
- Symphonie n° 2 en ré majeur op. 83 - 1904 - créée à Berlin, le 22 mars 1907
- Symphonie n° 3 en fa majeur op. 121 - 1919 - créée en 1921
- Rhapsodie « Vinter og Vår » (Symphonie n° 4) op. 129 - 1921-1936 - créée à Bergen, le 13 janvier 1936
- Episodes chevaleresques op. 35b, suite pour orchestre - 1897-1898
- Rondo infinito op. 42, pour orchestre - 1897
- Feststemning i Skorpen op. 120b, pour orchestre
- Ouverture

#### Concertos
- Concerto en ré bémol majeur pour piano et orchestre  op. 6 - trois mouvements : 1. Allegro non troppo 2. Andante 3. Allegro non assai - 1887-1892, révisé en 1901 - créé à Oslo, le 2 novembre 1889
- Concerto n° 1 en la majeur pour violon et orchestre  op. 45 - 1898
- Légende op. 46 - 1902
- Concerto n° 2 en ré majeur pour violon et orchestre op. 60
- Concerto n° 3 en la mineur pour violon et orchestre op. 119

#### Lieder
- Alte Weisen op. 1 - sur des poèmes de Gottfried Keller - créés le 19 décembre 1885, à Oslo
  1. Mir glänzen die Augen
  2. Du milchjunger Knabe
  3. Ich fürcht' nit Gespenster
  4. Röschen biss den Apfel an
  5. Wie glänzt der helle Mond
  6. Alle meine Weisheit
- Ranker og Roser op. 4, pour voix et piano
- 5 Tekster af Holger Drachman op. 8
- Sechs Lieder und Gesänge op. 11
- Ti Digte af « Sangenes Bog » op. 13, pour voix et piano - textes de Holger Drachmann
  1. Landevejs Salmer, no 1: O Mo'r, vor gamle Mo'r!
  2. Landevejs Salmer, no 2: Støvskyer stiger for hvert et Skridt
  3. Landevejs Salmer, no 3: Da Maanen stod bag Skyer
  4. Digte fra Levanten, no 1: Tro
  5. Digte fra Levanten, no 2: Bosporus! din Bølge sukker
  6. Digte fra Levanten, no 3: Frygteligt, naar vi vil tænke
  7. Digte fra Levanten, no 4: Ofte Du sang for de Andre
  8. Nirwana
  9. Der er paa Fjældenes de høje Vidder
  10. Der gives Stjerner
- Six Lieder de « Des Knaben Wunderhorn » op. 15, pour voix et piano
  1. Maria Gnadenmutter
  2. Rosmarin
  3. Es starben zwei Schwestern
  4. Die Bettelfrau singt
  5. Wiegenlied
  6. Fuge
- Fem Sange op. 17
- Seks Sange op. 18
- Fem Sange op. 19
- Galmandssange op. 22, pour voix et piano
- Zehn Lieder aus « Winternächte » op. 26, pour voix et piano - textes d'A. Fitger
  1. In Eis erstarrt mein Herze lag
  2. Ich bin ein Drach' gewesen
  3. Ich war schon so klug
  4. Ich liege dir zu Füssen
  5. Da droben auf dem Berge
  6. Ich neide nicht die gold'nen Säle
  7. Es war im sonnigen Monat März
  8. Es sitzen drei Weiber zu weben
  9. Einst verlor um eine Braune
  10. Du kannst ja doch nicht singen
- Symra op. 28
- Rytmeskvulp op. 29, pour voix et piano
- Fra Vår til Høst op. 36
- Tonar op. 37, pour voix et piano - textes de W. Henzen, sur des poèmes d'Ivar Mortenson
  1. Das harte Wort
  2. Warum zum Liede willst Du mich zwingen
  3. Leben und Seligkeit
  4. Allein bist, Mutter, du daheim
  5. 'S ist schlimm
  6. Nicht Gedanken, die trügen
- Sechs Lieder op. 38, pour voix et orchestre - textes de W. Henzen, sur des poèmes de Per Sivle - 1896
  1. Wir wollen ein Land
  2. Licht
  3. Laub
  4. Herbst
  5. Heim
  6. Nyttår i Norge
- Fire Gamle Danske Romanser op. 39, pour voix et piano - textes traduits en allemand par W. Henzen
  1. Abends nur flieget der Rabe
  2. In Trauer König Frode stund
  3. Rosen blühten im Grunde
  4. Selig mich wärmend an wogender Brust
- Strengjeleik op. 40, pour voix et piano

no 14 Eg tarv ikkje ljose å kvejkje, pour voix et orchestre - texte d'Ivar Mortenson
- 14 Danske Viser og Sange op. 50, pour voix et piano
  1. Det var sig den lille Høne - texte de Carl Ewald
  2. Flyver en bange Fugl af Lund - texte de Carl Ewald
  3. Syv Bægere for Skjalden - texte de Carl Ewald
  4. Piger syv - texte de Carl Ewald
  5. Den Jomfru gik i Valmu-Vang - texte de Carl Ewald
  6. Valmu i Vange - texte de Carl Ewald
  7. Lenore, Dagen er grim og graa - texte de Carl Ewald
  8. Lenore, mit Hjærte er tungt - texte de Carl Ewald
  9. Naar Døden kommer - texte de Carl Ewald
  10. Det strideste Vand (Cordts Søn) - texte de Carl Ewald
  11. Herrens Moder, høje, milde - texte d'Edvard Brandes
  12. Kong Artus drager i Leding ud - texte d'Edvard Brandes
  13. Hundred jærnklædte Mænd - texte de Holger Drachmann
  14. Tabula Rasa (Rent Bord) - texte de Svend Trøst
- Sylvelin og Andre Viser op. 55
no 1 Sylvelin, pour voix et orchestre - texte de V. Vislie - 1899
no 8 Den tyngste sorg og møda, pour voix et orchestre
- Nemt, Frouwe, Disen Kranz op. 57, pour voix et piano - texte en moyen haut allemand
- Fünf Duette op. 63
- Roland zu Bremen op. 64b, pour voix et piano - textes de Friedrich Rückert
  1. Roland zu Bremen: Roland der Ries
  2. Beschwichtigter Zweifel: Über meinen eignen Kopf
  3. Thöricht, wer im Paradies kann wohnen
  4. Schmachtend vor Liebe heute zu sterben
  5. Gøtter! keine frostige Ewigkeit
  6. Und wenn in ihrem Liebeskranz erlischt die letzte Rose
  7. Meine Töne, still und heiter, zu den Liebsten steigt hinan
  8. Tiolet: Einen Kreuzer gäb' ich hin
  9. Am Rhein und am Main und am Neckar ist's schön
  10. Gieb den Kuss mir nur heute; ob Du morgen es kannst, wer weiss
- Fire Songar op. 68, pour voix et piano
  1. Der heilige Olaf - texte de Arne Garborg
  2. Frühlingsgedanke - texte de Hans Utbö
  3. Das schöne Mädchen - texte d'A. O. Vinje
  4. Soll ich den nie mehr küssen -  texte norvégien traditionnel
- Fem Songar op. 69, pour voix et piano
  1. Willkommen wieder - texte d'Ivar Aasen
  2. Sonntagsaben - texte d'Ivar Aasen
  3. Nordwärts - texte d'Ivar Mortenson
  4. So komme denn wieder, du froher Tag - texte de Per Sivle
  5. Fahne geschwungen
- Symra op. 75
- Sieben Gedichte op. 77, pour voix et piano
- Heimsyn op. 80
no 4 Inga
no 5 No dalar soli, pour voix et piano
no 7 Kvælden (Evening)
- 7 Gedichte, op. 85, poème de Otto Julius Bierbaum
- Nyinger op. 90
- Tre Blomstersange op. 95, pour voix et piano
- Vier Gedichte op. 101
- Vier Balladen und Lieder op. 107, pour voix et piano - 1911
  1. Gotentreue
  2. Heinrich von Toggenburg
  3. Mahnung
  4. O verzweifle nucht am Glücke
- Vier Balladen und Lieder op. 109, pour voix et piano - 1911-1913
  1. Sühne - texte de Hans Caspar von Starken
  2. Kirschenballade
  3. Jane Grey, pour mezzo-soprano (ou baryton) et orchestre - texte de H. Amman
  4. Jung Diethelm, pour mezzo-soprano (ou baryton) et orchestre - texte de F. Goltsch
- A Cradle Song op. 126 no 1
- Barcarole op. 128b no 4, pour voix et piano
- Farvel op. 130 no 2, pour voix et piano
- A Bird Cried
- A Frightened Bird Flies From the Grove
- Alle meine Weisheit, pour voix et piano
- Amber: Rav
- An die Heimat, pour baryton, chœur mixte et piano - texte de B. Bjornson
- A Woman
- Boat-Song
- Bondesang
- Die heiligen drei Könige
- End Er Jeg Stemt
- Et Efterår
- How the Bright Moon Shines
- I Fear No Ghosts
- In Forest Lies a Calm Lake
- It Is a Summer Evening As Before
- Little Kirsten
- Little Rose Bit Into the Apple
- Many Dreams
- Mary, Mother Of Mercy
- Mot
- Mother Of God, Exalted, Mild
- My Eyes Shine
- Narcissus
- Perler
- Poppy in the Field
- Song Of a Little Sunshine
- Spring Day
- Sulamith’s Sang
- Sylvelin
- Le Conte arabe d'Antar et Abla (Sange af den Arabiske fortoelling Antar og Abla), pour voix et piano
Kjærlighetssang (Love Song)
Stridssang (Battle Hymn)
- The Aksel Schiøtz Anthology of Nordic Solo Songs: 4. Norway, pour voix et piano
  1. Bad I om sang
  2. Der skreg en fugl
  3. Vuggesang i mørketiden
- The Dark Wine
- The New Moon
- The Maiden in the Poppy Field
- There Once Was a Little Hen
- The Stars Shine So Red
- Til Edvard og Nina Grieg
- To Sange

#### Musique chorale
- Til Molde op. 16, cantate pour chœur mixte et baryton
- Fire Sange op. 47
- Mannamaal op. 67, pour voix et piano
- Kantate ved Hundreaarsfesten i det Kongelige Selskab pour Norges Ve op. 102
- Zwei Lieder op. 104

no 2 Mai, pour chœur d'hommes
- Vier Lieder op. 108
- Jubilæumskantate op. 117
- Carmen Nuptiale
- Kantate ved Abeljubilæet

#### Opéra
- Der heilige Berg op. 111 - composé de 1910 à 1912 - création le 17 avril 1914, au Hoftheater de Dessau.

### Par opus
| Numéro d'opus | Œuvre                                                               | Effectif                                 | Date           |
| ------------- | ------------------------------------------------------------------- | ---------------------------------------- | -------------- |
| 1             | Alte Weisen                                                         | Voix et piano                            | 1885           |
| 2             | Variations en mi bémol                                              | Deux pianos                              | 1886           |
| 3             | Suite                                                               | Piano                                    |                |
| 4             | Ranker og Roser                                                     | Voix et piano                            |                |
| 5             | Quintette en mi mineur                                              | Deux violons, alto, violoncelle et piano | 1882-1884      |
| 6             | Concerto en ré bémol majeur                                         | Piano et orchestre                       | 1887-1901      |
| 7             | Etude                                                               | Piano                                    |                |
| 8             | 5 Tekster af Holger Drachman                                        | Voix et piano                            |                |
| 9             | Romance en mi mineur                                                | Violon et piano                          | 1886           |
| 10            | Suite en la mineur « Im alten Stil »                                | Violon et piano Violon et orchestre      | 1889 1886-1887 |
| 11            | Sechs Lieder und Gesänge                                            | Voix et piano                            |                |
| 12            | Sonate en ut majeur                                                 | Violon et piano                          | 1894           |
| 13            | Ti Digte af « Sangenes Bog »                                        | Voix et piano                            |                |
| 14            | Suite en fa majeur                                                  | Violon et piano                          | 1891           |
| 15            | Six Lieder de « Des Knaben Wunderhorn »                             | Voix et piano                            |                |
| 16            | Til Molde                                                           | Chœur mixte et baryton                   |                |
| 17            | Fem Sange                                                           | Voix et piano                            |                |
| 18            | Seks Sange                                                          | Voix et piano                            |                |
| 19            | Fem Sange                                                           | Voix et piano                            |                |
| 20            | Skizze                                                              | Piano                                    |                |
| 21            | Symphonie n° 1 en ré mineur                                         | Orchestre                                | 1887-1892      |
| 22            | Galmandssange                                                       | Voix et piano                            |                |
| 23            | Trio n° 1 en ré dièse majeur                                        | Violon, violoncelle et piano             | 1893           |
| 24            | Fünf Stücke                                                         | Piano                                    |                |
| 25            | Sieben Stücke                                                       | Piano                                    |                |
| 26            | Zehn Lieder aus « Winternächte »                                    | Voix et piano                            |                |
| 27            | Sonate en mi majeur                                                 | Violon et piano                          | 1895           |
| 28            | Symra                                                               | Voix et piano                            |                |
| 29            | Rytmeskvulp                                                         | Voix et piano                            |                |
| 30            | Romance en mi mineur                                                | Violon et piano                          |                |
| 31            | Sechs Stücke                                                        | Piano                                    |                |
| 32            | Six pièces                                                          | Piano                                    | 1896           |
| 33            | 6 Charakterstücke                                                   | Piano                                    |                |
| 34            | Sechs Charakterstücke                                               | Piano                                    |                |
| 35a           | Suite en fa majeur op. 35a                                          | Piano à quatre mains                     |                |
| 35b           | Épisodes chevaleresques                                             | Orchestre                                | 1897-1898      |
| 36            | Fra Vår til Høst                                                    | Voix et piano                            |                |
| 37            | Tonar                                                               | Voix et piano                            |                |
| 38            | Sechs Lieder                                                        | Voix et orchestre                        | 1896           |
| 39            | Fire Gamle Danske Romanser                                          | Voix et piano                            |                |
| 40            | Strengjeleik                                                        | Voix et piano                            |                |
| 41 no 1       | Andante                                                             | Deux pianos                              |                |
| 42            | Rondo infinito                                                      | Orchestre                                | 1897           |
| 43            | Quatre morceaux                                                     | Violon et piano                          | 1898           |
| 44            | 15 caprices                                                         | Piano                                    |                |
| 45            | Concerto n° 1 en la majeur                                          | Violon et orchestre                      | 1898           |
| 46            | Légende                                                             | Violon et orchestre                      | 1902           |
| 47            | Fire Sange                                                          | Chœur                                    |                |
| 48            | Six burlesques                                                      | Piano                                    |                |
| 50            | 14 Danske Viser og Sange                                            | Voix et piano                            |                |
| 51            | Scènes de la vie en sol majeur                                      | Violon et piano                          | 1900           |
| 52            | Mélodies mignonnes                                                  | Piano                                    |                |
| 53            | Quatre morceaux caractéristiques                                    | Piano                                    |                |
| 54            | Quatre morceaux de salon                                            | Piano                                    |                |
| 55            | Sylvelin og Andre Viser                                             | Voix et orchestre                        |                |
| 56 no 1       | Sérénade en sol majeur                                              | Deux violons et piano                    | 1903           |
| 57            | Nemt, Frouwe, Disen Kranz                                           | Voix et piano                            |                |
| 58            | Cinq études                                                         | Piano                                    |                |
| 59            | Raritäten                                                           | Piano à quatre mains Violon et piano     |                |
| 60            | Concerto n° 2 en ré majeur                                          | Violon et orchestre                      |                |
| 61            | Vier Stücke                                                         | Violon et piano                          |                |
| 62            | Fünf Stücke                                                         | Piano                                    |                |
| 63            | Fünf Duette                                                         | Voix et piano                            |                |
| 64a           | Trio n° 2 en la bémol mineur                                        | Violon, violoncelle et piano             | 1902           |
| 64b           | Roland zu Bremen                                                    | Voix et piano                            |                |
| 65            | Acht Intermezzi                                                     | Piano                                    |                |
| 66            | Sechs Stücke                                                        | Violoncelle et piano                     | 1903           |
| 67            | Mannamaal                                                           | Voix et piano                            |                |
| 68            | Fire Songar                                                         | Voix et piano                            |                |
| 69            | Fem Songar                                                          | Voix et piano                            |                |
| 70            | Quatuor à cordes en la mineur                                       | Deux violons, alto et violoncelle        | 1904           |
| 71            | Acht Stücke en sol mineur                                           | Piano à quatre mains                     |                |
| 72            | Acht Intermezzi                                                     | Piano                                    |                |
| 73            | Sonate en fa majeur                                                 | Violon et piano                          | 1905           |
| 74            | Sechs Stücke                                                        | Piano                                    |                |
| 75            | Symra                                                               | Voix et piano                            |                |
| 76            | 10 Stücke                                                           | Piano                                    |                |
| 77            | Sieben Gedichte                                                     | Voix et piano                            |                |
| 78            | Cantus doloris                                                      | Violon et piano                          | 1906           |
| 79            | Deux Romances                                                       | Violon et piano                          | 1906           |
| 80            | Heimsyn                                                             | Voix et piano                            |                |
| 81            | Vier Stücke                                                         | Violon et piano                          |                |
| 82            | Zehn Studien und Skizzen                                            | Piano                                    |                |
| 83            | Symphonie n° 2 en ré majeur                                         | Orchestre                                | 1904           |
| 84            | Quatre morceaux                                                     | Piano                                    |                |
| 85            | 7 Gedichte                                                          | Voix et piano                            |                |
| 86            | Sieben Stücke                                                       | Piano                                    |                |
| 87            | Trio n° 3 en ut majeur                                              | Violon, violoncelle et piano             |                |
| 88            | Drei Stücke                                                         | Piano                                    |                |
| 89            | Drei Stücke                                                         | Violon et piano                          | 1908           |
| 90            | Nyinger                                                             | Voix et piano                            |                |
| 91            | Sonate en si mineur                                                 | Piano                                    |                |
| 92 no 2       | Sérénade en la majeur                                               | Deux violons et piano                    | 1909           |
| 93            | Quatre miniatures                                                   | Piano                                    |                |
| 94            | Fatum                                                               | Piano                                    |                |
| 95            | Tre Blomstersange                                                   | Voix et piano                            |                |
| 96            | Suite en sol mineur                                                 | Violon et piano                          | 1909           |
| 97            | Vijf stukken                                                        | Piano                                    |                |
| 98            | Nordische Tänze und Weisen                                          | Piano à quatre mains                     |                |
| 99            | Sonate « Im alten Stil » en ré mineur                               | Violon et piano                          | 1909           |
| 100           | Romance en ré majeur                                                | Violon et piano Violon et orchestre      | 1910           |
| 101           | Vier Gedichte                                                       | Voix et piano                            |                |
| 102           | Kantate ved Hundreaarsfesten i det Kongelige Selskab pour Norges Ve | Chœur                                    |                |
| 103           | 5 Tonbilder                                                         | Piano                                    |                |
| 104           | Zwei Lieder                                                         | Chœur                                    |                |
| 105           | Nordische Ballade                                                   | Violoncelle et piano                     | 1911           |
| 106           | Drei elegische Stücke                                               | Violon et piano                          | 1911           |
| 107           | Vier Balladen und Lieder                                            | Voix et piano                            | 1911           |
| 108           | Vier Lieder                                                         | Chœur                                    |                |
| 109           | Vier Balladen und Lieder                                            | Voix et piano                            | 1911-1913      |
| 110           | Zehn Jugendbilder                                                   | Piano                                    |                |
| 111           | Der heilige Berg                                                    | Opéra                                    | 1910-1912      |
| 112           | Drei Präludien                                                      | Violon et piano                          | 1913           |
| 113           | Fünf Stücke                                                         | Piano                                    |                |
| 114           | Drei Capricci                                                       | Violon et piano                          | 1913           |
| 115           | Sechs Stücke                                                        | Piano                                    |                |
| 116           | Drei Intermezzi                                                     | Piano                                    |                |
| 117           | Jubilæumskantate                                                    | Chœur                                    |                |
| 118           | Fantaisies                                                          | Piano                                    |                |
| 119           | Concerto n° 3 en la mineur                                          | Violon et orchestre                      |                |
| 120a          | Abendstimmung                                                       | Violon et piano                          |                |
| 120b          | Feststemning i Skorpen                                              | Orchestre                                |                |
| 121           | Symphonie n° 3 en fa majeur                                         | Orchestre                                | 1919           |
| 122           | Am Spinett                                                          | Piano                                    |                |
| 123           | Suite en ré mineur                                                  | Violon                                   | 1919           |
| 124           | Hymnus                                                              | Orgue                                    |                |
| 125           | Drei Stücke                                                         | Piano                                    |                |
| 126 no 1      | A Cradle Song                                                       | Voix et piano                            |                |
| 127           | Drei Stücke                                                         | Piano                                    |                |
| 128a          | Cinq compositions                                                   | Piano                                    |                |
| 128b no 4     | Barcarole                                                           | Voix et piano                            |                |
| 129           | Rhapsodie « Vinter og Vår » (Symphonie n° 4)                        | Orchestre                                | 1921-1936      |
| 130           | Farvel                                                              | Voix et piano                            |                |

## Discographie
Les concertos pour violon et orchestre ont été enregistrés par l'Orchestre d'Oslo. Le chanteur norvégien Per Vollestad, auteur, en 2002, d'un doctorat à l'Académie norvégienne de musique, sur les œuvres de Christian Sinding, a enregistré, chez Simax Classics, plusieurs disque de mélodies du compositeur. Il a également publié deux livres sur le compositeur,.
- Quintette en mi mineur, pour deux violons, alto, violoncelle et piano op. 5 - Pihtipudas Kvintetti (2005, EDA)
- Concerto pour piano en ré bémol majeur op. 6
Piers Lane, piano ; Bergen Philharmonic Orchestra, dir. Andrew Litton (Grieghallen de Bergen (Norvège), septembre 2006, *33 min 37 s, « The Romantic Piano Concerto » volume 42, Hyperion CDA67555)
Roland Keller, piano, Berlin Symphony Orchestra, direction Jorg Faerber (Vox Records)
- Suite en la mineur « Im alten Stil » op. 10 pour violon et orchestre ou piano
(CPO)
Itzhak Perlmann, violon, Pittsburgh Symphony Orchestra, direction André Prévin (EMI CDC 7 47167 2)
Jascha Heifetz -  14 novembre 2011 (RCA Red Seal)
Aaron Rosand (VAI)
no 4 à 6 - Itzhak Perlmann, violon, Pittsburgh Symphony Orchestra, direction André Prévin (2008, « Greatest Recordings of the Century » EMI classics)
Daniel Röhn, violon, Milana Chernyavska, piano (Claves)
Henning Kraggerud, violon, Christian Ihle Hadland, piano (2009, Naxos 8.572254)
- Symphonie n° 1 en ré mineur op. 21
Norwegian Radio Orchestra (Apex/Warner)
NDR Radiophilharmonie, direction Thomas Dausgaard (2001, CPO)
Norwegian Radio Orchestra - direction Ari Raisilainen (Finlandia)
- Six pièces op. 32, pour piano
  - no 1 Marche grotesque - Jerome Lowenthal (1996 - 2 min 52 s, Bridge 9306)
  - no 3 Frühlingsrauschen
The world of Piano Encores (Decca)
Helge Antoni (Etcetera)
Jerome Lowenthal (1996, 2 min 41 s, Bridge 9306)
- Sérénade op. 33 no 4, pour piano - Jerome Lowenthal (1996, 1 min 46 s, Bridge 9306)
- Concerto n° 1 en la majeur op. 45, pour violon et orchestre
(CPO)
Henning Kraggerud, violon, Bournemouth Symphony Orchestra (Naxos 5.110056)
Henning Kraggerud, violon, Bournemouth Symphony Orchestra, direction Bjarte Engeset (27 septembre 2004, SACD Naxos 6.110056)
(Naxos 8.557266)
- Légende op. 46, pour violon et orchestre
(CPO)
(Naxos 8.550329)
- Scènes de la vie en sol majeur op. 51, pour violon et piano (CPO)
- Raritäten op. 59, pour violon et piano - Henning Kraggerud, violon, Christian Ihle Hadland, piano (2009, Naxos 8.572254)
- Concerto n° 2 en ré majeur op. 60, pour violon et orchestre (CPO)
- Trio n° 2 en la bémol mineur op. 64a, pour violon, violoncelle et piano - Ilona Prunyi, piano, Andras Kiss, violon, Tamás Koó, violoncelle (1991, 27 min 1 s, Marco Polo 8.223283)
- Sonate en fa majeur op. 73, pour violon et piano - CPO
- Mélodie op. 76, pour piano - Jerome Lowenthal (1996, 3 min 28 s, Bridge 9306)
- Symphonie n° 2 en ré majeur op. 83
Norwegian Radio Orchestra (Apex/Warner)
Ndr Radiophilharmonie, direction Thomas Dausgaard (2001, CPO)
Norwegian Radio Orchestra - direction Ari Raisilainen (Finlandia)
- Trio n° 3 en ut majeur op. 87, pour violon, violoncelle et piano - Ilona Prunyi, piano, Andras Kiss, violon, Tamás Koó, violoncelle (1991, 30 min 10 s, Marco Polo 8.223283)
- Sonate en si mineur op. 91, pour piano
(BIS BIS-CD-36)
Jerome Lowenthal (1996, 23 min 24 s, Bridge 9306)
- Sonate « Im alten Stil » en ré mineur op. 99, pour violon et piano - Henning Kraggerud, violon, Christian Ihle Hadland, piano (2009, Naxos 8.572254)
- Romance en ré majeur op. 100, pour violon et orchestre (CPO)
- Der heilige Berg op. 111 - Solistes, chœurs et orchestre de The Norwegian Opera, direction Fricke (1988, Simax)
- Concerto n° 3 en la mineur op. 119, pour violon et orchestre (CPO)
- Symphonie n° 3 en fa majeur op. 121
Norwegian Radio Orchestra, direction Ari Raisilainen (2004, Apex/Warner)
Ndr Radiophilharmonie, direction David Porcelijn (2004, CPO)
Norwegian Radio Orchestra - direction Ari Raisilainen (Finlandia)
- Symphonie n° 4 « Vinter og Vår » op. 129
Norwegian Radio Orchestra, direction Ari Raisilainen (2004, Apex/Warner)
Ndr Radiophilharmonie, direction David Porcelijn (2004, CPO)
Norwegian Radio Orchestra, direction Ari Raisilainen (Finlandia)
- Alla marchia, pour piano - Jerome Lowenthal (1996, 2 min 36 s, Bridge 9306)
- Capriccio, pour piano - Jerome Lowenthal (1996, 1 min 35 s, Bridge 9306)
- Caprice, pour piano - Jerome Lowenthal (1996, 1 min 56 s, Bridge 9306)
- Con fuoco, pour piano - Jerome Lowenthal (1996, 3 min 5 s, Bridge 9306)
- Irrlicht, pour piano - Jerome Lowenthal (1996, 1 min 27 s, Bridge 9306)
- Pomposo, pour piano - Jerome Lowenthal (1996, 3 min 53 s, Bridge 9306)
- Spring parade - Capriccio C49364
- Sonates pour violon - Dora Bratchkova (2005, CPO)
- Violin and Piano Music (Kraggerud, Hadland) - Naxos 8.572214-15
- Romances, valses - Violin and Piano Music, Vol. 2 - Henning Kraggerud, violon, Christian Ihle Hadland, piano (2009, Naxos 8.572255)
- Around The World In 80 Minutes (Marco Polo 8.223003)
- Christmas music - Finnish, Segerstam (Ondine ODE956-2)
- Famous piano pieces (Naxos 8.571109)
- Klavier gala (Naxos 8.551225-26)
- The magic of the spring (Naxos 8.557785)
- The maiden's prayer - Leaves from grandmother's piano album (Naxos 8.550646)
- Music Together (Naxos 8.557363)
- A musical journey - Norway: A Musical Tour of the Country's Past and Present (NTSC) (Naxos 2.110515)
- A musical journey - Norway: From Gaupne to Sogndal (NTSC) (Naxos 2.110240)
- Nordic piano favourites (Naxos 8.557425)
- Norwegian Classical Favourites (Naxos 8.557017)
- Norwegian Violin Favourites (Naxos 8.554497)
- Romantic piano favourites, Vol. 4 (Naxos 8.550141)

(Naxos 8.570085)
- Scandinavian Festival

(Naxos 8.550090)
(Naxos 8.571098)
- Songs - Bodil Arnesen, soprano, Erling Ragnar Eriksen, piano (Naxos 8.553905)
- Orchestral Music - Sibelius, J. / Grieg, E. / Nielsen, C. (Scandinavian Rhapsody) - Helsinki Philharmonic, dir. Segerstam (Ondine ODE824-2)
- Stor musik for sma oron

(Naxos 8.570395)
(Naxos 8.503156)
- The maiden's prayer and other piano (Naxos 8.550646)
- Violin Music - Olsen, C.G.S. / Aterberg, K. / Stenhammar, W. / Bull, O.B. / Halvorsen, J. / Sibelius, J. (Nordic Violin Favourites) (Kraggerud) (Naxos 8.572827)
- Walton, W.: Violin Concerto / Castelnuovo-Tedesco, M.: Violin Concerto No. 2 (Heifetz) (1950-1954, Naxos Historical 8.111367)
- Songs, vol. 1 - Per Volestad, baryton, Sigmun Hjelset, piano (Simax)
- Songs, vol. 2 - Per Volestad, baryton, Sigmun Hjelset, piano (2008, Simax)
- Songs, vol. 3 - Per Volestad, baryton, Sigmun Hjelset, piano (Simax)
- Lieder - Kirsten Flagstad (Tahra)
- Violin recital - Ryu Goto, violon, The Philharmonia, direction Christopher Warren-Green